# 飯田浩司の「声だしていこー。」
飯田浩司の「声だしていこー。」（いいだこうじの「こえだしていこー。」）は2010年10月4日から2011年4月1日までニッポン放送で放送されていたラジオ番組。

## 概要
ニッポン放送は、2010年下半期番組編成にて同年の平日ナイターオフ番組枠として、18時台と19時台以降のNRN系列 全国枠を分離。前年の2009年度のナイターオフ番組のパーソナリティを務めた、同局制作部アナウンサーで2010年時点で最年少の飯田を起用したバラエティ番組として、2010年10月4日から放送開始。飯田の自身、アナウンサー人生で初めての「冠レギュラー番組」となった。
番組タイトルの『声だしていこー。』は、ニッポン放送 2010年下半期のキャッチフレーズから引用している。同時間帯におけるシーズンオフ期の番組では、『ヨッ!お疲れさん』シリーズ以来、9年振りに『ショウアップナイター』の冠タイトルが付与されていない。
当初、2011年3月24日にてナイターオフ期間終了の為番組が終了予定であったが、同年3月11日に発生した東日本大震災により日本プロ野球開幕延期に伴い4月1日迄、放送期間が後ろ倒しとなった。

## 出演者

### 放送終了時点

#### パーソナリティ
- 飯田浩司（ニッポン放送アナウンサー）

#### コメンテーター
- 水曜：ミッツ・マングローブ（女装家、タレント）
- 木曜：琉球ユタ はる（占術研究家、音楽家）

### 過去

#### パーソナリティ
飯田体調不良時の代理。全員、ニッポン放送スポーツ部アナウンサー
- 山本剛士 - 2010年12月27、29日
- 煙山光紀 - 2010年12月28日
- 洗川雄司 - 2010年12月30日

#### アシスタント
聴取率調査週間向け
- 小倉智昭（フリーアナウンサー、元東京12チャンネルアナウンサー） - 2010年12月13日
- 山内惠介（演歌歌手） - 2010年12月14日
- 清水ミチコ（タレント） - 2010年12月17日

## 放送時間
※JST表記
- 平日 17:40 - 19:00 - 2010年10月4日 - 2011年4月1日

## タイムテーブル

### 放送終了時点
| タイムテーブル | タイムテーブル | タイムテーブル |
| 時刻           | 内容 | 備考 |
| -------------- | --- | --- |
| 17:40.00       | オープニング | OPトーク並びに |
| 17:43.00       | 日替わりコーナー 月曜：「鉄マン」 火曜：「我が街ック天国」 水曜：「あなたの日常を丸裸にする世渡りーマン」 木曜日：「ツイテないCLUB」 金曜：「花金」 | 日替わりテーマメッセージ募集告知 鉄マン：「鉄道マンデー」の略。飯田の趣味である鉄道について語る。 我が街ック天国：『出没!アド街ック天国』（テレビ東京）の番組内容と似た企画で、 1つの街についての特徴を紹介する あなたの日常を丸裸にする世渡りーマン：世渡りのコツについて語る ミッツの出演中座について、新丸の内ビル内に所在している会員制バー来夢来人の 仕事を建前にしていたが、同局で運営していたインターネットラジオ局Suono Dolceの 帯番組『TOKYO AFTER6』への出演に伴い、当該時間帯のみの出演としていた ツイテないCLUB：リスナーの不運なエピソードを募る 花金：お金にまつわる話題を取り上げる。 |
| 17:56.30       | 5-56天気予報 | 『ショウアップナイター』を通しての継続コーナー |
| 17:57.30       | ニッポン放送交通情報（警視庁） | |
| 18:00.00       | 6時台オープニング | 6時台OPトークとリスナーメッセージ紹介 火曜のみ「呑み屋さん数珠つなぎ」コーナーを設け、東京近郊の居酒屋の店主に加電し、 行きつけの別の店も紹介してもらう。 |
| 18:05.00       | ヤナセ トップアスリート・ヒストリー | 『スポーツ人間模様』と同じ構成のコーナー 飯田が国内外で活躍のスポーツ選手のエピソードを紹介する |
| 18:11.00       | ニッポン放送ニュース | 報道部記者では無く、飯田が最新のニュースを4、5項目程度読み上げる |
| 18:15.00       | スポーツニュース出発進行! | ニッポン放送スポーツ部アナウンサーが日替わりでプロ野球情報を中心とした スポーツニュースを伝える。 |
| 18:22.00       | 人生を豊かに ニッポンをもっと楽しもう計画 | 2010年下半期のニッポン放送ステーションキャンペーンである 「聴けば人生が豊かになる、そして人生がもっと楽しくなる計画」をモットーに、 月毎のテーマを設けて、人生が楽しくなる情報を詳しく伝える。 |
| 18:31.00       | ニッポン放送交通情報（警視庁） | |
| 18:32.30       | 小島奈津子のおかえりなさい | ナイターオフ期の内包番組 |
| 18:38.00       | ラジオリビング | 2010年一杯迄は聴取率調査週間時のみだったが、2011年1月以降からレギュラー化 17時台の補填扱い |
| 18:39.00       | セシールプレゼンツ 相田翔子のビューティフルライフ                                                                                                   | ナイターオフ期の内包番組 相田と飯田が日々の生活や美容などについてトークをする 当該番組終了に伴い2012年4月4日から『上柳昌彦 ごごばん!』17時代後半に枠移動 |
| 18:44.00       | リスナーメッセージ紹介 | 日替わりテーマに詳しい関係者や専門家に電話を繋ぐことがある |
| 18:49.00       | 菊正宗 ほろよいイブニングトーク | ナイターオフ期の内包番組 |
| 18:54.00       | ニッポン放送交通情報（警視庁） | |
| 18:56.00       | エンディング | スポンサープレゼント当選者発表とリスナーメッセージの補填枠 |